# Musashino Forest Sports Plaza
Musashino Forest Sport Plaza (japonsky: 武蔵野の森総合スポーツプラザ, česky: Musašinská lesní sportovní plaza) je víceúčelový sportovní komplex ležící v japonském městě Čófu, části aglomerace Velkého Tokia. Otevřen byl v listopadu 2017. Stal se prvním novým sportovištěm dokončeným pro Letní olympijské hry 2020. Výstavba trvala tři a půl roku a náklady dosáhly výše 300 milionů dolarů. Hlavní sportovní hala komplexu má kapacitu více než 10 tisíc sedících diváků. Sportovní centrum také zahrnuje veřejně přístupný plavecký bazén, víceúčelové sportovní prostory a dvě studia fitness.
V rámci Letní olympiády 2020 byly do komplexu zařazeny disciplíny v badmintonu a šermu jako součásti moderního pětiboje. Programem Letní paralympiády 2020 se v aréně stal basketbal vozíčkářů.
V říjnu 2018 se v komplexu odehrál mužský tenisový turnaj Japan Open Tennis Championships na tvrdém povrchu Greenset, když stabilní místo konání v Ariake Coliseum procházelo renovací na připravovaný olympijský tenisový turnaj.